# Twisted Metal (serie)
Twisted Metal es una saga de videojuegos de acción y conducción publicados por Sony Computer Entertainment, y desarrollado por varias compañías durante su mandato. La serie comenzó en PlayStation en el año 1995 y actualmente cuenta con 8 entregas, con la octava entrega lanzada en marzo del 2012. Es la franquicia n.º 147 más famosa de los videojuegos, vendiendo más de cinco millones de copias solo en Norteamérica .
Es la saga más larga de PlayStation en franquicia exclusiva con un total de veinte años que va desde 1995 hasta el presente con el más cercano es la serie Gran Turismo, que se ha prolongado durante trece años. Siete juegos de la serie (incluyendo Twisted Metal: Black Online) fueron reeditados como parte del programa "Greatest Hits Sony".
En concepto, Twisted Metal es un derby de demolición que permite el uso de proyectiles balísticos, ametralladoras, minas y otros tipos de armas (hasta un arma satelital y armas nucleares).

## Finales
Al ganar el juego, los jugadores obtienen un final determinado por el personaje que han seleccionado en el juego principal. Cada final muestra al personaje deseando "el deseo de su corazón" y consigue lo que deseaba (aunque a veces Calypso cambia el deseo tomándolo más literal o por juegos de palabras ).

## Descripción general
Tiene una serie de escenarios en el modo historia-para participar en la batalla contra adversarios . Una gran variedad de armas y mejoras se pueden obtener on pick-ups dispersos por todo el escenario. El último piloto vivo es el ganador.
Aunque cada juego cuenta con características individuales propias de su historia, todos giran en torno al mismo tema básico: Un torneo de combate con vehículos llamados "Twisted Metal"  con la promesa de conceder el ganador del concurso, cualquier deseo. En casi todos los juegos, el anfitrión es un hombre llamado "Calypso", sin embargo, en la cuarta entrega, el anfitrión es Sweet Tooth.
Los anfitriones de estos juegos son personas que, por medios misteriosos, son capaces de deformar la realidad misma para conceder el deseo de la ganador/a del concurso, pero con la advertencia  "ten cuidado con lo que deseas",  que es el tema de la serie , debido a que casi todos los concursantes ganadores terminan con un final "no tan feliz" , debido a la habilidad y la distorsión de los que estén a cargo de retorcer las palabras a su voluntad con efectos mortíferos. Los juegos de la serie por lo general contienen una buena dosis de humor negro.

## Personajes recurrentes
Twisted Metal cuenta con 50 coches diferentes (con algunas combinaciones diferentes de coche y conductor) en sus ocho entregas ('Twisted Metal, 2, III, 4, Black, 'Small Brawl, Head On, y la 8.ª entrega en PS3). Muchos personajes aparecen en más de un juego de la serie, aunque los mismos vehículos no siempre son conducidos por los mismos pilotos. Ejemplos de tales personajes recurrentes son: 
- Mr. Grimm, Warthog y Sweet Tooth son los únicos personajes que aparecen en todos los juegos de la serie. De los tres, Sweet Tooth es el único personaje que tiene el mismo vehículo. En "Twisted Metal 4", Mr. Grimm. es llamado Captain Grimm y Warthog es llamado General Warthog.
- Thumper, Outlaw, Spectre, y Axel han aparecido casi todas las entregas . Thumper no aparece en Twisted Metal:Black, Outlaw y Spectre no aparecen en Twisted Metal 4.
- Twisted Metal: Head-On y Twisted Metal: Small Brawl son los únicos juegos de la serie que no tienen a Minion como jefe o como un personaje jugable. En la mayoría de juegos, Minion es un demonio que conduce un grande y poderoso tanque APC. En Twisted Metal: Black conduce un camión cisterna con un cañón lanzallamas en su parte posterior.

## Juegos

### Twisted Metal (1995) y Twisted Metal 2 (1996)
Artículo Principal: Twisted Metal y Twisted Metal 2 Formato: PlayStation, PC
Los dos primeros juegos de Twisted Metal fueron desarrollados por SingleTrac. Twisted metal2 
Una versión de PC de IBM de Twisted Metal 2 fue lanzada. Cuenta con un poco de recorte por los gráficos en comparación con la versión de PlayStation (algunos detalles menores de los niveles), pero no requiere un acelerador 3D y se juega bien en equipos con capacidades de procesamiento inferior. También ofrece modo multijugador a través módem 56k y conexión LAN de alta velocidad.

### Twisted Metal III (1998) y Twisted Metal 4 (1999)
Artículo principal: Twisted Metal III y Twisted Metal 4 Formato: PlayStation
Después de una disputa con SingleTrac,  los derechos de desarrollo de Twisted Metal fueron entregados a Sony en el equipo de desarrollo interno, 989 Studios. Los juegos de Twisted Metal desarrollados por 989 Studios son diferentes, debido a que el código base fue reescrito por completo. Sony introdujo nuevas tecnologías físicas y técnicas de IA a la serie.
David Jaffe, cocreador de la serie, una vez que manifestó su desacuerdo con estas dos alteraciones de las series de juegos.

### Twisted Metal: Black (2001)
Artículo principal: Twisted Metal black Formato: PlayStation 2
Después de desarrollar varios juegos de combate de vehículos por GT Interactive, un gran número de empleados de SingleTrac dejó la compañía para formar el estudio Incognito Entertainment y firmó con Sony. Naturalmente, Sony les ofreció la oportunidad de desarrollar un nuevo título de Twisted Metal y su primer juego fue Twisted Metal: Black para PS2.
Es el juego más oscuro de la serie en respecto a los juegos anteriores. El contenido más fuerte de algunos de los finales del juego causó la eliminación de las secuencias FMV de la versión europea.

### Twisted Metal: Small Brawl (2001)
Artículo principal: Twisted Metal: Small Brawl Formato: PlayStation
Antes de lanzar Twisted Metal: Black para PS2, Incognito tomó un giro inesperado y desarrolló Twisted Metal: Small Brawl para la PlayStation, un Twisted Metal destinado a un público más joven, ya que los coches son de juguete y a control remoto en vez de vehículos de tamaño, además de reemplazar armas nucleares de todo tipo por fuegos artificiales.

### Twisted Metal: Black Online (2002)
Artículo principal: Twisted Metal black Formato: PlayStation 2
Simplemente fue una versión en línea de Twisted Metal: Black, una copia gratuita que podía obtenerse por correo en una carta que venía empaquetada con el PS2. Después de que Sony dejó de ofrecer el disco, se incluyó más tarde en las reediciones posteriores de Twisted Metal: Black llamados Greatest Hits Sony, en un set de 2 discos. Más tarde, los servidores fueron cerrados.

### Twisted Metal: Head-On (2005)
Artículo principal: Twisted Metal: Head-On Formato: PSP
A pesar del regreso de SingleTrac / Incognito en 2001, con Twisted Metal: Black, que aún no había entregado una verdadera secuela de Twisted Metal 2.en la PSP, Incognito creó un juego que continua lo que quedó en Twisted Metal 2.

### Twisted Metal: Head-On: Extra Twisted Edition (2008)
Artículo principal: Twisted Metal: Head-On Formato: PlayStation 2
En febrero de 2008, Eat Sleep Play (los desarrolladores originales de la franquicia Twisted Metal) publicaron Twisted Metal: Head-On para la PlayStation 2. Sin embargo, este versión ofrece mucho más que la versión de PSP. Los más notable es "Twisted Metal Lost", contenido inédito de Twisted Metal Black 2, también llamado Twisted Metal: Harbor City. Otras características adicionales son: un código para descargar la banda sonora, un documental de media hora con los desarrolladores originales llamado "Dark Past", un paseo a los archivos secretos de Twisted Metal manejando a Needles Kane, el conductor de Sweet Tooth, además de todos los finales eliminados de la versión final del primer Twisted Metal, por contenido sexual y violento.

### Twisted Metal PS3 (2012)
Artículo principal: Twisted Metal  Formato: PlayStation 3
El juego se centra en gran medida de combate multijugador, incluyendo varios modos de juego en línea con hasta 4 jugadores en pantalla dividida, y en-línea de hasta 16 jugadores. El juego cuenta con 4 facciones en vez de personajes que cada una con un conductor las cuales son:  the Clowns, the Skulls y the Dolls.

## Juegos Cancelados

### Twisted Metal: Black 2 (Harbor City)
Formato: PlayStation 2
Una secuela del juego de PlayStation 2 Twisted Metal: Black estaba en desarrollo bajo el nombre de Harbor City, iniciando su desarrollo en 2003, (Se ha especulado sobre la cancelación de un juego de Twisted Metal llamado "Harbor City" debido a la muerte de algunos desarrolladores en un accidente aéreo, pero la información sobre seis muertes específicas no es precisa y una publicación en Reddit desmiente la historia. 
El rumor parece originarse de la cancelación de "Harbor City", una secuela de Twisted Metal: Black, que se dice fue cancelada en 2005 debido a la pérdida de personal. Sin embargo, no hay fuentes confiables que confirmen la muerte de seis programadores específicos en un accidente aéreo. Un post en Reddit incluso menciona que una persona que se decía había muerto en el accidente, estaba viva y trabajando como artista) [3] Al momento de la cancelación, 4 niveles se habían completado, estos niveles se incluyeron en Twisted Metal Head-On : Extra Twisted Edition como un modo de homenajearlos, bajo el nombre Twisted Metal Lost.
Nota: Al momento de iniciar el modo "Twisted Metal Lost", un mensaje que cuenta la historia de la cancelación de Harbor City, comenta que en el año 2007, una carta llegó a las oficinas de Sony, donde les pedía que los 4 niveles del juego cancelado se incluyeran en una nueva entrega de la saga, y además, la carta tenía las firmas de los programadores fallecidos, mientras que en la parte trasera de la carta, se encontraba el código de decodificación de los 4 niveles para Harbor City, al final comenta que si se completan los 4 niveles en la dificultad más alta, tendremos la oportunidad de leer la carta que le fue enviada a Sony, pero con una música muy tétrica y espeluznante de fondo. Hasta el día de hoy, se ha discutido entre la comunidad y Sony sobre el origen y la veracidad de dicha carta.

## Personajes principales

### Calypso
Calypso, jugando el papel principal en la historia de la serie, es un personaje jugable en TM4, mientras que en otros juegos, aparece solo en la apertura y en los finales.
Antes de crear el concurso de Twisted Metal, Calypso era un hombre ordinario. Era un hombre de familia con una hija y una esposa, y llamado William Sparks . Llevaba una vida normal, no muy diferente a de cualquier otro ciudadano, hasta que una noche se vio involucrado en un accidente de tráfico en el que choco su coche en una pared de ladrillos. Este accidente lo dejó en la devastación, la muerte de su esposa y su hija (que más tarde reveló que se llama Krista Sparks, conductora del coche de Grasshoper), junto con la desfiguración de su rostro. Durante este tiempo se cree que Calipso puedo haber hecho estas cosas : 1) hizo un trato (quizá para apoyar a Mr. Grimm o a Minion) para volver a la vida, a cambio de almas. 2) obtuvo sus poderes engañando o negociando (con un demonio o no) para ofrecer un deseo a cambio de ganar en el concurso.  Dos años después de su desaparición mientras se suponía que estaba muerto, volvió a aparecer, cambió su nombre a Calypso, y posee un poder que le permite conceder deseos. Calypso estableció desde entonces Twisted Metal y, durante diez años, continúo llevando a cabo la competencia. 
Cuando alguien gana su concurso, al ganador se le concede un deseo. Al final del juego se pasa una secuencia en donde se muestra el deseo concedido. Cabe señalar que, mientras Calypso parece cumplir el deseo tal y como es pedido por el ganador, él estará encantado cambiar la interpretación de lo que le piden, lo que suele causar daño, aunque en el juego original, Twisted Metal : Black y Head-On el concede los deseos sin ninguna mala interpretación, sin tirar ningún tipo de trucos perjudiciales sobre ellos. El alcance de sus poderes parecen tener límites extraordinarios. Incluso con este hay límites en cuanto a lo que solo puede conceder.
Del mismo modo, el significado de la terminación de Roadkill en Twisted Metal 2 es ambigua - el conductor, Marcus Kane, el deseo es despertar de la pesadilla que está atrapado. Después de ganar el concurso, Kane se despierta en una cama de hospital, rodeado de su familia, relativamente a salvo. Están rodeados por algunos de los demás concursantes, todos los cuales están gravemente heridos. No está claro si el concurso fue una alucinación en la mente de Kane, o si realmente Calypso le concedió el deseo.
Calypso es en cierta medida, aparentemente un prisionero del concurso de Twisted Metal: él no puede, por ejemplo, revivir a su hija, a menos que ella pida el deseo a él. Además, los finales en Twisted Metal, Twisted Metal 2, y Head-On muestra que su poder únicamente se extiende a conceder deseos, no puede, por ejemplo, dejar de Agente Sheppard detenerlo a través de sus poderes, como Sheppard se negó a aceptar un deseo. Del mismo modo, en Twisted Metal 2, no pudo evitar que Shadow tomara su alma, como venganza por todas las personas que murieron debido a la competencia de Twisted Metal. Además, en Twisted Metal: Head-On, Sweet Tooth desea cambiar de lugar con Calypso y, a pesar de la sentencia definitiva de Calypso a no hacerlo, se ha concedido.
El diseño del personaje de Calypso es inconsistente. Es diferente en muchos juegos de Twisted Metal de toda la serie. En términos de apariencia, el cambio más notable es su cabello que varía de espesor y largo, a completamente calvo, o el pelo largo en los lados.
En el primer Twisted Metal , es interpretado por un actor no acreditado (Carlos Lance) en escenas de acción en vivo. Aquí está representado como un hombre con el rostro totalmente quemado y una gran masa de pelo. Su voz fue distorsionada y menos humano que en Twisted Metal 2 y Twisted Metal Head-On. Sin embargo, estas escenas de acción en vivo en realidad nunca se pasaron en el juego, la razón es que se consideraba demasiado sexistas y violentos en el tiempo. Luego se filtraron en Internet, más tarde fue oficialmente lanzado como una característica especial en Twisted Metal: Head-On: Extra Twisted Edition.
En Twisted Metal 2: World Tour, que era un hombre elegantemente vestido con el pelo suelto largo, con cicatrices faciales debido a las quemaduras, y una sonrisa maligna muy exagerada. En el juego, la secuencia de apertura y de las varias conclusiones fueron narrados en su totalidad por él en primera persona dando los otros personajes poco diálogo de los suyos. También tuvo la frase memorable "Soy Calypso, y doy las gracias por jugar Twisted Metal", que irónicamente decía al final de las secuencias finales de cada personaje al tiempo que la sonrisa maligna. En este juego, fue la voz de Mel McMurrin.
En Twisted Metal III, fue la voz de Mel McMurrin una vez más y se parecía mucho a su apariencia en Twisted Metal 2 : World Tour. Mantuvo su cabellera larga.
En Twisted Metal 4, Calypso era un personaje jugable (después de que Sweet Tooth se había hecho cargo del concurso, como se ve en la secuencia de inicio) y conducía un camión de misiles soviéticos estilo armado con un misil nuclear. Tenía el mismo como lo hizo en el tercer juego, aunque ligeramente más oscuro.
En Twisted Metal: Black , su ojo izquierdo es, literalmente, hundido en su cabeza y él es calvo. En este juego, la narración se revierte a partir de los juegos anteriores. En los finales de Twisted Metal :Black, Calipso ya no tiene ningún diálogo hablado de los suyos. Las escenas son narradas por el personaje jugable elegido en primera persona.
En Twisted Metal: Small Brawl, se refieren a él como Billy Calypso y es un niño malcriado con el pelo de punta y llaves de los matones que los otros niños a unirse a su concurso, que incluye los coches de juguete RC.
En Twisted Metal: Head-On, que parece ser una versión de su World Tour, intentan incorporar los aspectos de los TM:Black y TM World Tour . En este juego, no es más que calvicie en la parte superior con el pelo plateado largo alrededor de los lados, y mantiene los ojos hundidos de Twisted Metal : Black, además de que lleva un abrigo largo. Su diálogo sin embargo, es más cercana a la de World Tour. No hay narración en las secuencias finales del Head-On , solo el diálogo entre los diferentes personajes (incluyendo Calypso sí mismo).

### Sweet Tooth
Sweet Tooth, cuyo nombre real es Marcus "Needles" Kane, está diseñado en torno a la premisa de un payaso asesino que conduce un camión de helados, y su rostro ha aparecido en la portada de cada juego Twisted Metal hasta la fecha, convirtiéndose en la mascota. Él es el único personaje, además de Marcus Kane, que conduce más de un vehículo en cualquiera de los juegos, siendo el conductor en Head On de Dark Tooth, Tooth Tower, y en Twisted Metal: Lost, Gold Tooth. Su actor de voz es J.S. Gilbert en Twisted Metal: Black.
El personaje ha pasado por varios rediseños diferentes de juego a juego, similar al personaje compañero Calypso, y su personalidad ha crecido de forma más oscura en el camino. El aspecto original de Sweet Tooth "lo destacó como un payaso simple de circo de pelo verde, delgado, que se había escapado de una institución mental. [6] El diseño se amplió en el segundo juego en respuesta a cambios en el diseño de la camioneta, debido especialmente a la cabeza de payaso que adorna el camión ahora teniendo una personalidad propia. El resultado dio a Sweet Tooth el diseño de la cabeza en llamas visto en el personaje desde entonces. 989 Studios, que manejaron los dos próximos juegos, pusieron más énfasis en el diseño de payaso, rediseñando su atuendo como el de un maestro de ceremonias en Twisted Metal 4; ningún diseño se llevó a cabo en alta estima por los desarrolladores, con David Jaffe declarando su disgusto, del 3 de un vistazo. A partir de Black y en adelante, el diseño se ha modificado en gran medida, dándole mayor volumen y otras características que se llamaría su "look" clásico" del equipo de diseño de Incognito Inc. Su diseño se convirtió en un payaso grande, un poco gordo con el torso desnudo, con una máscara en llamas bloqueada en una sonrisa maníaca permanente. Head On amplió esta idea, cambiando la máscara a pintura facial y la sonrisa a la suya propia. 
El camión de helados fue realmente diseñado mucho antes que al propio conductor, y la encarnación en Black duró seis meses y muchos bocetos conceptuales para finalizar. La etiqueta desde el principio de "CAMIÓN DE  HELADOS DEMONÍACO", la atención a detalles tales como la cabeza que adornaba el vehículo y el contenido de la parte trasera del camión se centraron durante el desarrollo. Variantes jefe de la camioneta también han aparecido regularmente en la serie del juego, comenzando con Dark Tooth en el segundo juego(que tiene una versión retexturizada del vehículo original de Sweet Tooth). Si bien los diseños de los vehículos han progresado de forma constante, se ha enfatizado la atención para mantener sus raíces a la estructura simple pero única de camión de helados, algo que se ha vuelto más y más difícil para el equipo conforme avanzaban las franquicias
Sweet Tooth tiene más vínculos con cualquier grupo de personajes de la serie: su padre, Charlie Kane (conductor de Yellow Jacket en el primer juego) y Marcus Kane (doble personalidad, el conductor de Roadkill). El nivel final del segundo juego presenta una batalla de jefe con su padre como Dark Tooth. El final de Spectre en el primer juego fuertemente indica que Sweet Tooth fue el asesino en serie que mató al conductor de Spectre cinco años antes de la competición. Tiene un hermano sin nombre que solo aparece en Twisted Metal Black, que condujo el vehículo Yellow Jacket de ese juego. También es directamente responsable de la creación de Axel en ese juego, cuya esposa él mató, y de Cage, que quiere ser un mayor asesino que Sweet Tooth.
Sweet Tooth aparece como un coche en el spin-off con tema de niños del juego Twisted Metal: Small Brawl, basado en los coches RC en lugar de los reales. En este juego, Sweet Tooth es el chico más joven y travieso en el concurso, que entra en busca de un helado. El final muestra que Calypso le ofrece un helado de su camioneta familiar de helados, pero Sweet Tooth roba el camión en su lugar para aterrorizar a Calypso. Sweet Tooth es también un personaje desbloqueable en War of the Monsters (2003), un juego en el que Incognito utilizó el motor de TM:B para hacer un juego de lucha de película de monstruos. Uno de los personajes, Agamo, tiene a Sweet Tooth como el cuarto skin. Sweet Tooth es representado por un Mech alto, con la característica cabeza de payaso en llamas, y, a menudo estalla de la risa habitualmente durante todo el juego. Sweet Tooth es también un personaje desbloqueable en las versiones regionales de América del Norte y Europa de Hot Shots Golf 2. Su aparición en este juego es más cercana a su diseño de personajes en Twisted Metal 3.
Sweeth Tooth aparece como personaje jugable en el nuevo juego crossover PlayStation All-Stars Battle Royale.

## Música
Empezando con Twisted Metal III, varios artistas y bandas de música se han puesto en la banda sonora de cada juego. Una de estas personas era el cantante Rob Zombie, que contribuyó con canciones tanto "Twisted Metal III" y "Twisted Metal 4", y es incluso un personaje jugable en el segundo. La música del disco del juego también se pueden reproducir en un reproductor de CD o en un ordenador.
Lista de canciones de Twisted Metal III por el uso: 
- Pantalla del menú principal: Rob Zombie - "Meet the Creeper"
- Hollywood: Rob Zombie - "Superbeast"
- Washington D. C.: Pitchshifter - "microondas"
- Hangar 18: Piojos - "W.Y.S.I.W.Y.G."
- Polo Norte: White Zombie - "[More Human Than Human]] (Jingle Bells REMIX [)"
- Londres: [[Twisted Metal (series) # música|Lance Lenhart] Song] 1
- Tokio: Pitchshifter - "Innit"
- Egipto: Lance Lenhart, "Valle de los Reyes"
- Dirigible: Rob Zombie - "Meet the Creeper"

Lista de canciones de Twisted Metal 4 por el uso: 
- Introducción de vídeo: One Minute Silence - "South Central"
- Pantalla del menú principal: un minuto de silencio - "Un enfoque más violenta"
- Construcción de la web: Rob Zombie - " Dragula (Hot Rod Herman Mix)"
- Neón de la ciudad: Cirrus - "Time Running Out"
- Road Rage: [[Cypress] Hill] - "Rayo"
- Diente de Sweet Dormitorios: Ghoulspoon - "Magnet Alien"
- Amazonía 3000 a. C.: Tim Skold - "Caos"
- La plataforma petrolera: un minuto de silencio - "y algunos Ya Perder"
- Laberinto de Minion: Rob Zombie - Superbeast (Chica en una combinación de motocicleta) "
- El Carnaval: White Zombie - "Pintura grasa y Monkey Brains"

Lista de canciones de Twisted Metal: Black por el uso: 
- Tema Principal / Créditos: The Rolling Stones - "Paint It, Black"

Lista de canciones de Twisted Metal: Head On por el uso: 
- Estadio Big Blue: Nivel - "Disaster Proof"